# J'ai deux maris
Pour plus de détails, voir Fiche technique et Distribution.
J'ai deux maris (Second Honeymoon) est une comédie romantique américaine réalisée par Walter Lang sortie en 1937. Un remake musical a été tourné en 1942, Springtime in the Rockies.  

## Synopsis
Vicky, récemment remariée, est en vacances à Miami Beach avec son second mari Bob Benton, diplômé de Yale. Un soir, elle retrouve son premier mari, Raoul McLiesh, sur la terrasse de la salle d'un bal et ils passent d'un léger baiser comme s'ils n'avaient jamais divorcé à la manière distante de deux personnes non mariées. Comme Raoul est présenté au second mari, ils ont une certaine complicité contre Vicky 
Le trio décide de rester à l'hôtel et le lendemain soir, McLiesh amène Joy, une jeune fille rencontrée sur la route quelque part, qui rend Vicky jalouse, car son mari flirte ouvertement avec elle aux yeux de tous. Alors que Bob doit partir, Vicky et Raoul se rapprochent un peu plus.
Vicky déclare a Raoul qu'elle aime à nouveau et lui demande de ne pas l'a quitter. Tandis que Leo McTavish, le valet de Raoul, se marie avec Joy, Bob, Vicky et Raoul sont dans un triangle amoureux essayant de trouver leur chemin vers l'un ou l'autre.

## Fiche technique
- Titre : J'ai deux maris
- Titre original : Second Honeymoon
- Réalisation : Walter Lang
- Production : Raymond Griffith (producteur associé)
- Société de production : Twentieth Century Fox
- Scénario : Kathryn Scola et Darrell Ware d'après une histoire de Philip Wylie
- Musique : Cyril J. Mockridge (non crédité)
- Photographie : Ernest Palmer
- Montage : Walter Thompson
- Direction artistique : Bernard Herzbrun
- Décorateur de plateau : Thomas Little
- Costumes : Gwen Wakeling et Sam Benson
- Pays d'origine : États-Unis
- Langue : anglais
- Format : Noir et blanc - Son : Mono (Western Electric Microphonic Recording)
- Genre : Comédie romantique
- Durée : 84 minutes
- Date de sortie :
  - États-Unis : 13 novembre 1937

## Distribution
- Tyrone Power (VF : René Dary) : Alexis
- Loretta Young : Laura Ridgeway
- Stuart Erwin : Leo MacTavish
- Claire Trevor : Marcia
- Marjorie Weaver : Joy
- Lyle Talbot : Bob Benton
- J. Edward Bromberg : Herbie
- Paul Hurst : Dennis Huggins
- Jayne Regan : Paula
- Hal K. Dawson (en) : Andy
- Mary Treen : Elsie

Et, parmi les acteurs non crédités :
- Lon Chaney Jr. : Reporter
- Fred Kelsey : Geôlier
- Robert Lowery : Reporter